# Аріадна Хіль
Аріадна Хіль і Хінер (ісп. Ariadna Gil i Giner; нар. 23 січня 1969, Барселона, Іспанія) — іспанська акторка театру і кіно. Лауреат премії імені де Гоя (1993). Дружина американо-данського актора Вігго Мортенсена (з 2009 року).

## Вибіркова фільмографія
- Лола (1986)
- Прекрасна епоха (1992)
- Капітан Алатрісте (2006)
- Лабіринт Фавна (2007)

## Нагороди
- Премія Гоя (1993)
- Премія Fotogramas de Plata (1992)